# Rondine (Arezzo)
Rondine è una piccola frazione del comune di Arezzo, nell’omonima provincia, situata a 12 chilometri dal centro su un’ansa del fiume Arno.
Il borgo, molto piccolo e ben conservato, risale all’XI secolo, periodo in cui fu edificato anche l’attiguo Castello di Rondine, i cui ruderi sono attualmente sottoposti a lavori di consolidamento e di restauro.

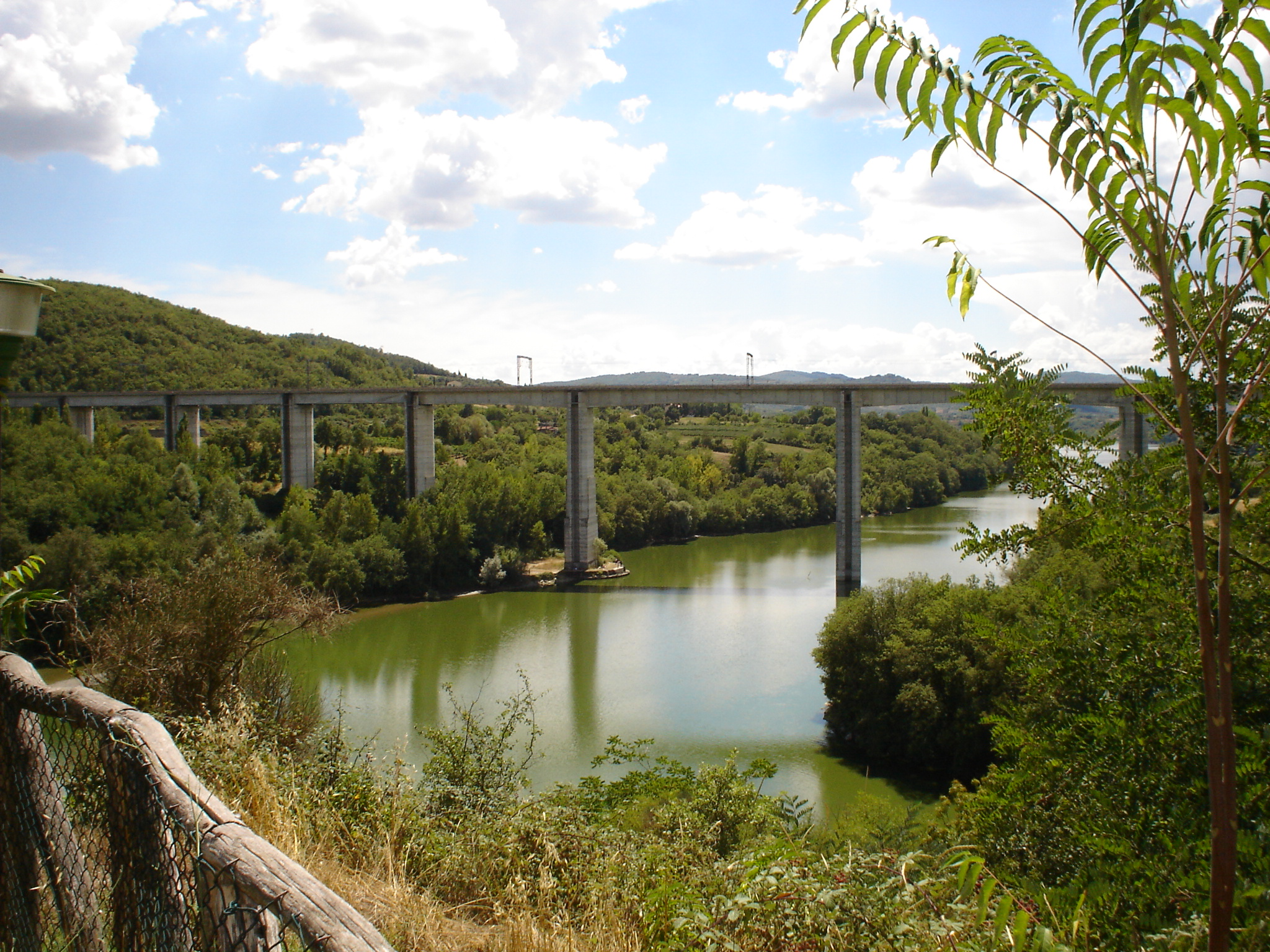
L’Arno visto da Rondine, col viadotto della ferrovia

La chiesa del borgo è dedicata ai Santi Pietro e Paolo. È situato in maniera scenografica su un’ansa del fiume Arno ed è visibile nella sua intera bellezza dai viaggiatori che percorrono la linea ferroviaria Direttissima Firenze-Roma.

## Cittadella della pace
Fino al 1977 il borgo medievale di Rondine si trovava in stato di completo abbandono e di incuria. L’allora vescovo di Arezzo, Telesforo Cioli, affidò la cura e la rinascita di Rondine e della sua Chiesa a delle giovani famiglie della zona. A questi, negli anni successivi si unirono la Comunità del Sacro Cuore e la Comunità Giovanile di Saione di Arezzo.
Rondine diviene luogo di formazione, specialmente per giovani e famiglie e luogo di accoglienza e servizio a famiglie in difficoltà.
Nel 1997 nacque l’Associazione Rondine Cittadella della Pace, con lo scopo di promuovere una cultura di pace e di dialogo, in particolare lavorando con persone provenienti da paesi che vivono o hanno appena vissuto guerre e conflitti. 

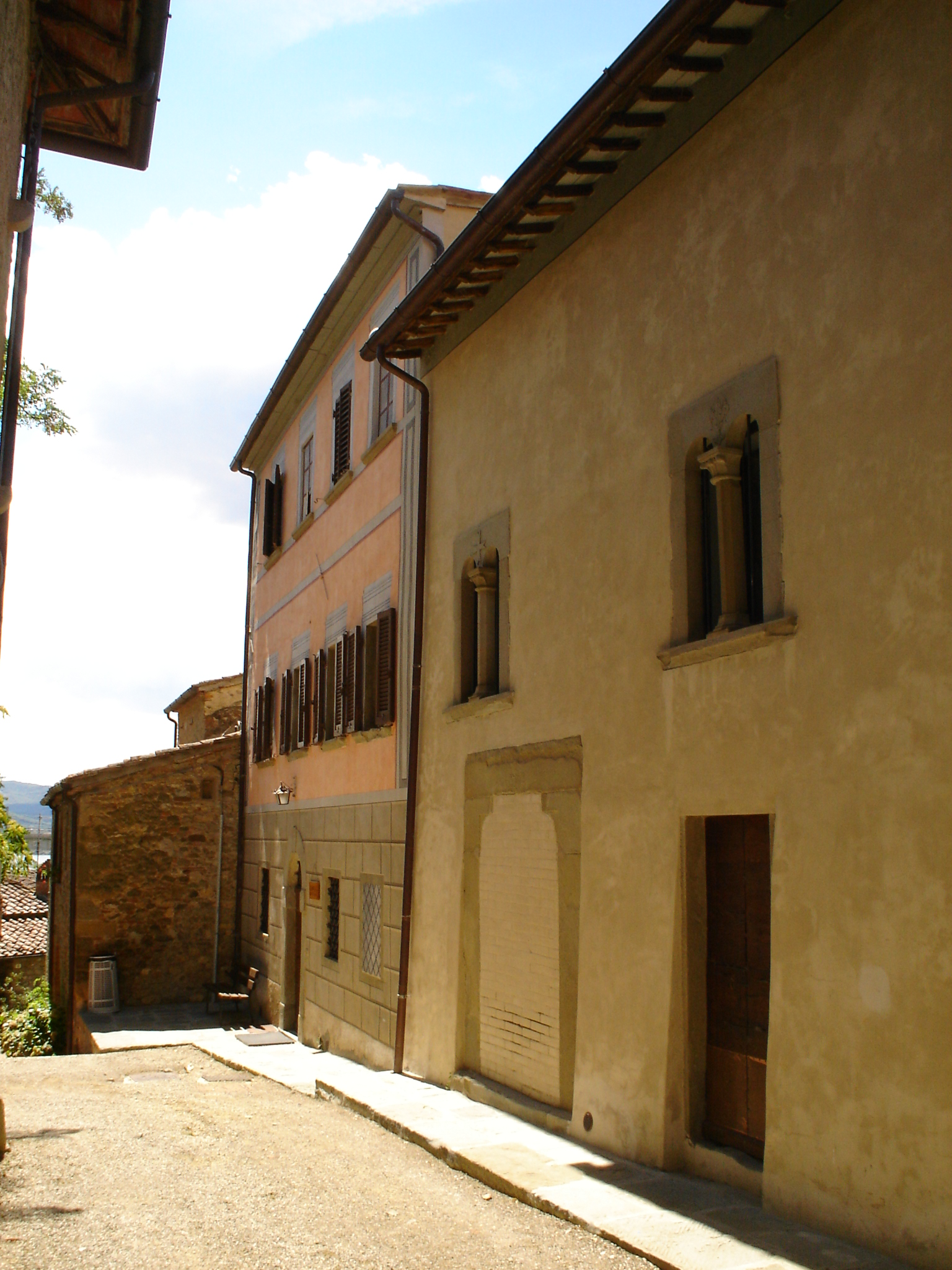
Il palazzo che ospita lo Studentato Internazionale

L’Associazione nasce, infatti, attorno ad un’idea forte e originale: far convivere, in un luogo e in un contesto neutrali, ragazzi provenienti da paesi in conflitto e che nelle loro terre sarebbero potenziali nemici. Questa convivenza “forzata”, ma volontaria, ha dimostrato che i contrasti e le reciproche diffidenze tendono a dissolversi, se avulse dal contesto in cui si sviluppano e che il dialogo è di fatto possibile.
Nel borgo di Rondine si trova infatti uno Studentato Internazionale, che accoglie giovani provenienti dal Caucaso, dai Balcani, dalla Federazione Russa, dal Medio Oriente e dalla Sierra Leone.
Gli studenti, una volta terminato il loro percorso di studi, tornano nel loro paese di origine e farsi così portatori di un messaggio di dialogo.
La missione dell’Associazione può essere così sintetizzata: promuovere la risoluzione del conflitto attraverso l’esperienza di giovani che scoprono la persona nel proprio nemico.
Nel 2020 l'associazione ha conseguito il Premio Nazionale Nonviolenza «per essere riuscita a realizzare e mettere in pratica una metodologia efficace e concreta per il superamento del conflitto attraverso la conoscenza dell'Altro, il confronto e la reciproca consapevolezza della diversa visione della realtà. Vivere il conflitto come elemento costitutivo attraverso metodi di superamento delle opposte visioni per creare uno stato di pace dove, pur permanendo la diversità, si crea un’armonia conviviale e resistente».